# Воздухоплаватель (журнал, 1903—1916)
«Воздухоплаватель» — научно-популярный и военный иллюстрированный журнал, издавался в Санкт-Петербурге с 1903 года, ежемесячно (12 выпусков в год), некоторые выпуски выходили сдвоенными — один за два месяца.
Основан Николаем Яковлевичем Стечкиным.
С 1909 года является печатным органом Императорского Всероссийского аэроклуба (ИВАК).

## Статьи
- К. Э. Циолковский «Реактивный прибор, как средство полета в пустоте и в атмосфере»[3] // «Воздухоплаватель», 1910 г., № 2, С. 110—113